# Rudolf Schmick
Rudolf Schmick (* 30. Dezember 1858 in Bad Ems; † 6. Februar 1934 in München) war ein deutscher Bauingenieur und Wasserkraftpionier.

## Leben
Rudolf Schmick wurde am 30. Dezember 1858 als Sohn des Bauingenieurs Peter Schmick und seiner Ehefrau Agnes Jung geboren.
Rudolf Schmick machte sein Abitur am Realgymnasium in Frankfurt am Main. Ab 1877 studierte Schmick Bauingenieurwesen an der Technischen Hochschule Karlsruhe und der Technischen Hochschule Charlottenburg. In Karlsruhe wurde er Mitglied des Corps Cheruskia. 1884 wurde Schmick Regierungsbauführer (Referendar) und 1888 Regierungsbaumeister (Assessor) im preußischen Staatsdienst. Als Bauleiter war er mit dem Neubau des Hauptbahnhofes Frankfurt befasst und beim Berliner Magistrat beim Abwasserkanalneubau beschäftigt.
Als Regierungsbaumeister entwarf er für das Wasserbauamt Frankfurt am Main Flussbau für den Main. 1889 schied Schmick aus dem Staatsdienst aus. Im Ingenieurbüro seines Vaters beschäftigte er sich hauptsächlich mit der Wasserversorgung und Entwässerung von Städten und plante für 44 Kommunen die entsprechenden Anlagen. Zu seinen Auftraggebern gehörten die Kommunen Hanau, Gießen und Aschaffenburg. Für die Aare projektierte er zwischen Wynau und Wangen an der Aare Laufwasserkraftwerke, die 1896 und 1898 in Betrieb genommen wurden. Rudolf Schmick wurde 1902 vom großherzoglich hessischen Finanzministerium in Darmstadt mit der Planung einer Gruppenwasserversorgung in Oberhessen und der Umgestaltung von Bad Nauheim beauftragt. Als freischaffender Ingenieur beantragte er 1904 mit Jean Jacquel bei der bayrischen Regierung eine Konzession für das Errichten und Betreiben des Walchenseekraftwerks. 1908 wurde er vom Reichskolonialamt zum Studium der Hydrographie, der Bewässerungsmöglichkeiten und der Häfen nach Deutsch-Südwestafrika und Deutsch-Ostafrika entsandt. Dort verfasste er mehrere Studien darunter zu einer Talsperre im Gebiet von Naute und zu Bewässerungsprojekten am Victoriasee.
1909 siedelte sich mit seinem Ingenieurbüro in München an. Von 1910 bis 1912 wurde er vom Münchener Magistrat mit Planungen und Bauleitung der Leitzachwerke betraut. Maßgeblich war Schmick an mehreren Talsperren und der Innstufe Jettenbach-Töging, sowie dem Ausbau der Mittleren Isar beteiligt. 
Aus Anlass der Feier des 50-jährigen Bestehens wurde er 1920 von der Technischen Hochschule Aachen zum Ehrendoktor ernannt.
1924 trat sein Schwiegersohn Helmuth Edwin Fentzloff (1896–1980) in das Ingenieurbüro ein.